# Tornado em Xanxerê (2015)
O tornado de Xanxerê em 2015 é um dos tornados mais bem documentados na América do Sul em toda sua história. O mesmo atingiu e causou destruição no município histórico de Xanxerê. A tempestade também foi acompanhada por vários downbursts com rajadas acima de 120 km/h.

## Repercussão em Xanxerê
Em Xanxerê, o tornado foi filmado e fotografado em vários ângulos, tanto por câmeras de segurança quanto por internautas.
O Instituto Nacional de Meteorologia (Inmet) confirmou na manhã do dia seguinte que Xanxerê, no Oeste Catarinense, foi atingida por um tornado no final da tarde do dia 20 de abril de 2015. Duas pessoas morreram, entre elas um pai que conseguiu salvar a mulher e um bebê de 3 meses.
Aproximadamente mil ficaram desabrigadas, segundo o Corpo de Bombeiros e a Polícia Militar, na cidade. Pelo menos 2,6 mil casas foram danificadas e cerca de 200 mil unidades consumidoras ficaram sem luz na região devido à queda de cinco torres de transmissão de energia.
No dia 24 de abril, a Defesa Civil do Estado estimou que os prejuízos com a tragédia podem ter superado 100 milhões de reais.

Há uma estação meteorológica do Inmet na cidade, que marcou ventos de 84 km/h no horário da ocorrência. Entretanto, a estação fica longe dos bairros mais atingidos pelo tornado e, portanto, não registrou precisamente a velocidade do fenômeno.
O tornado de Xanxerê foi oficialmente classificado um F3 na escala Fujita por vários meteorologistas.

### Ajuda humanitária
No dia seguinte, os moradores receberam rolos de lonas, 570 kits de acomodação, 630 colchões e 300 cestas básicas. Além disso, a prefeitura do município de Jaraguá do Sul enviou colchões e cobertores para ajudar as vítimas.
Os desabrigados ficaram ocupando escolas públicas e casas de parentes na região. Por determinação do governador Raimundo Colombo (PSD), todas as instituições estaduais deveriam atuar de maneira integrada para atender os flagelados.

## Queda da energia elétrica
O tornado derrubou mais de 300 postes no município de Xanxerê, de acordo com a concessionária Iguaçu Energia. Torres de transmissão de energia também caíram. Às 15h do dia 21, 100% das 34 mil unidades consumidoras da cidade permaneciam sem energia.
Municípios como Itá e Concórdia também tiveram problemas com a rede de energia elétrica.
Mesmo sete meses após o tornado de Xanxerê, alguns locais da cidade permaneciam sem energia elétrica. A instalação da rede havia começado no início de outubro, mas levou um certo tempo para ela voltar.

## Danos
1. Os ventos quebraram vidros, derrubaram postes e paredes e destelharam residências. Um imóvel chegou a se arrastado por 20 metros. Um homem que tentou proteger os filhos morreu sob os escombros da casa em que a família morava.
2. O ginásio municipal de esportes desabou no momento em que estava ocupado por 30 crianças, mas ninguém saiu ferido gravemente. Uma menina disse que ficou assustada ao sentir o chão tremer.[6]